# Abdulaziz Karim
Abdulaziz Karim (Mesaieed, Catar; 20 de diciembre de 1979) es un exfutbolista catarí que jugaba en la posición de centrocampista.

## Carrera

### Club
| Periodo   | Club           | Apariciones | Goles |
| --------- | -------------- | ----------- | ----- |
| 1997–2009 | Al-Arabi Doha  | 201         | 15    |
| 2009–2011 | Umm-Salal SC   | 11          | 0     |
| 2011–2012 | Al-Ahli Doha   | 18          | 0     |
| 2012–2014 | Al-Kharitiyath | 11          | 0     |

### Selección nacional
Jugó para Qatar en 10 ocasiones de 2001 a 2007, participó en la Copa Mundial de Fútbol Sub-17 de 1995, los Juegos Asiáticos de 1998 y en la Copa Asiática 2004.

## Logros
- Copa del Jeque Jassem 2009
- Segunda División de Catar 2012